# Турецко-венецианская война (1537—1540)
Турецко-венецианская война 1537—1540 годов — одна из многочисленных турецко-венецианских войн. Сулейман Великолепный, заключив союз с королём Франции Франциском I против Священной Римской империи, пытался привлечь на свою сторону Венецианскую республику, и когда мирное предложение не было принято попытался решить вопрос силой. Противодействие туркам попытался оказать созданная летом 1538 года папой Павлом III «Священная лига», однако победа в войне досталась туркам. В соответствии с условиями мирного договора Венеция выплатила Османской империи контрибуцию в размере 30 тысяч дукатов. В будущем венецианским кораблям не разрешалось заходить в турецкие порты или покидать их без разрешения.